# 小林浩
小林 浩（こばやし ひろし、1946年10月13日 -　）は日本の実業家。日本ハム、元北海道日本ハムファイターズ会長。広島県安芸郡府中町出身。

## 経歴
1969年東京水産大学（現・東京海洋大学）水産学部製造学科卒業、日本ハム入社。食肉輸入事業に長く携わり水産物・乳製品の責任者などを歴任。 
1992年3月輸入ブロイラー部長就任。1999年4月輸入食肉第二次業部長代行就任。2000年取締役輸入食肉第二次業部長就任2003年上席執行役員就任2005年常務執行役員就任2007年4月に代表取締役社長就任2012年代表取締役会長に就任2015年代表取締役会長を退任した。
2002年の牛肉偽装事件の後、藤井良清前社長が取り組んだ社内コンプライアンス（法令順守）経営の推進とコーポレートガバナンス（企業統治）強化を継承。また肉のブランド化など高付加価値戦略が功を奏して2008年3月期の連結売上高は、業界で初めて1兆円を達成する。2009年、北海道日本ハムファイターズ取締役に就任。2012年3月6日に竹添昇が社長昇任することを機に会長になる見通しを立て、同年4月1日、北海道日本ハムファイターズ球団オーナーに就任。2011年から2013年まで財団法人東京海洋大学海洋科学教育学術支援財団評議員に就任。2021年4月の春の叙勲で旭日重光章受章。